# Balizm
Balizm (łac. balismus, z gr. βάλλειν „rzucać”) – neurologiczny zespół dyskinetyczny, polegający na występowaniu zamaszystych, gwałtownych ruchów kończyn. Wyraźnie zaznaczona jest przewaga mięśni proksymalnych (dosiebnych). Obraz przypomina ciężką postać pląsawicy. Jest związany z uszkodzeniem jądra niskowzgórzowego Luysa. Ruchy balistyczne występują zwykle jednostronnie  (hemibalizm), po przeciwnej stronie do uszkodzenia.